# Černá perla
Kancelářský dům Černá perla je výšková solitérní budova nacházející se v Ostravě v městském obvodu Poruba ve Slavíkově ulici. Název odkazuje na charakteristické parapetní panely z tmavého skla, které utvářejí specifický vzhled objektu. Stavba představuje jednu z nejvýraznějších realizací bruselského stylu na území Ostravy a je příkladem architektury inspirované estetickými principy 60. let 20. století. V letech 2022–2023 prošla budova komplexní rekonstrukcí.

## Historie
Budova vznikla v letech 1965–1967 jako sídlo Výzkumného a vývojového ústavu pozemního stavitelství. Generálním dodavatelem stavby byl podnik Armabeton Praha. V průběhu 70. let došlo k jejímu rozšíření o výpočetní středisko navržené architektem Evženem Kubou z ostravského Stavoprojektu.

## Architektura
Stavba má věžový charakter a je tvořena železobetonovou konstrukcí na obdélníkovém půdorysu se zkosenými nárožími. Nápadná závěsná fasáda sestává z pásových výklopných oken a tmavých parapetních výplní. Vrchní část budovy korunuje výrazná nástavba se střechou ve tvaru rozevřeného písmene V, která přechází v asymetrickou markýzu nad střešní terasou.[zdroj?]
Objekt stojí na šesti nosných sloupech, což umožňuje otevřený parter bez dalších podpěr. Vnitřní dispozice se soustředí kolem centrálního jádra s výtahem, schodištěm a technickými rozvody. Místnosti jsou situovány po obvodu a osvětleny pásovými okny. Architektonická inspirace vychází z pavilonové estetiky prezentované na světové výstavě Expo 1958 v Bruselu. Kombinace subtilní železobetonové konstrukce, skleněné fasády a výrazné nástavby činí z této stavby architektonicky cenný objekt.[zdroj?]

## Rekonstrukce

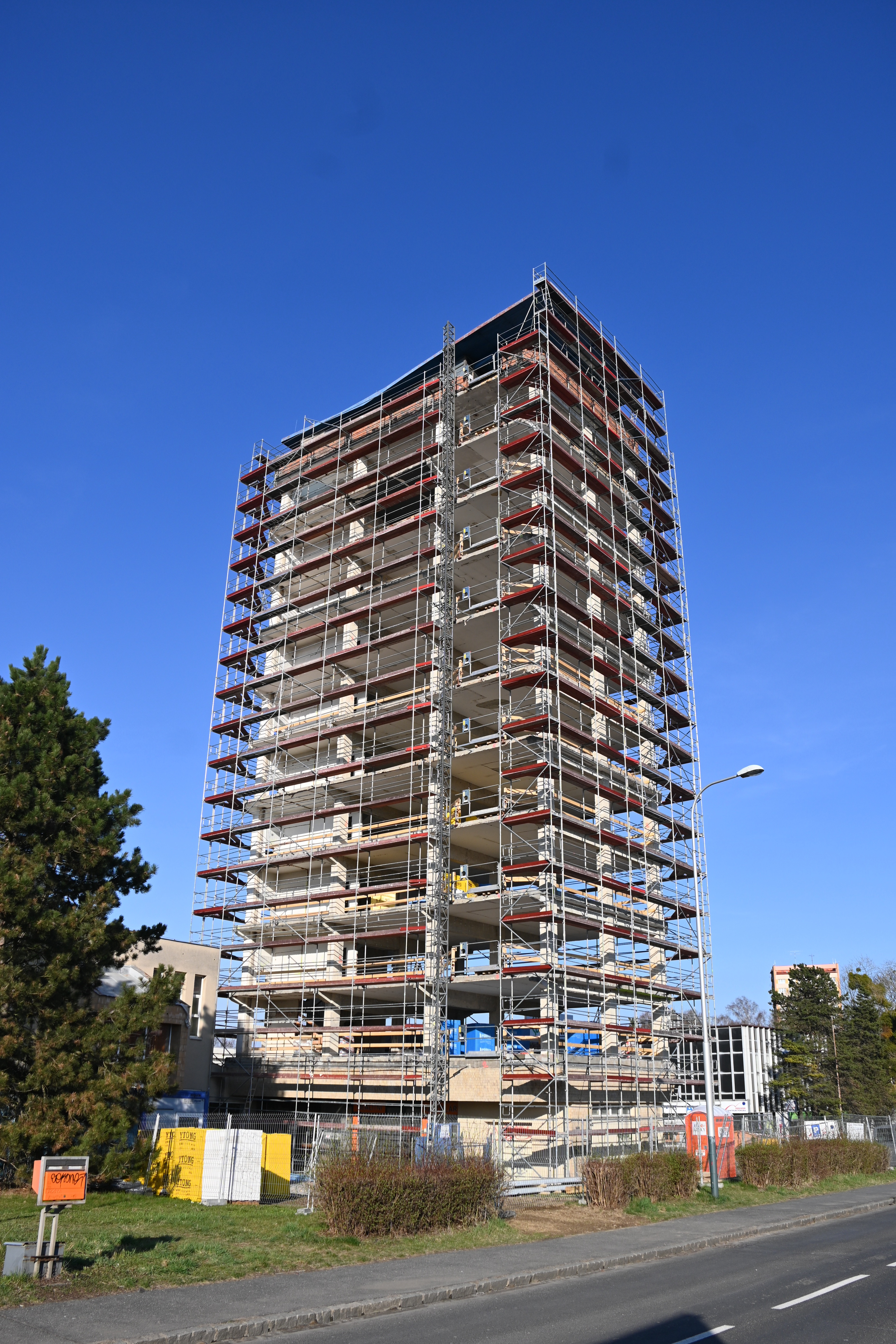
Černá perla v průběhu rekonstrukce

Dlouhodobě neudržovaná budova postupně chátrala. Po změně vlastníka byla v roce 2022 zahájena rozsáhlá rekonstrukce podle návrhu architektonického ateliéru Davida Kotka. Přestože objekt není památkově chráněn, byl kladen důraz na zachování jeho původního výrazu a charakteristických rysů bruselského stylu.[zdroj?]
Rekonstrukce zahrnovala výměnu fasády o ploše přibližně 1500 m², obnovu technických instalací a úpravy vnitřních dispozic. Původní skleněné panely byly nahrazeny novými s použitím kaleného skla s antracitovým potiskem. Střecha je připravena na instalaci fotovoltaických panelů.[zdroj?]

## Využití po rekonstrukci
Od dokončení rekonstrukce v roce 2023 budova slouží především zdravotnickým účelům – sídlí zde ordinace, terapeutická pracoviště i provozovny občanské vybavenosti, jako např. květinářství. Nejvyšší podlaží nabízí vyhlídkovou terasu s panoramatem Ostravy a výhledem na Beskydy.[zdroj?]